# Pîharivka, Seredîna-Buda
Pîharivka (în ucraineană Пигарівка) este localitatea de reședință a comunei Pîharivka din raionul Seredîna-Buda, regiunea Sumî, Ucraina.

## Demografie
Componența lingvistică a localității Pîharivka
     Rusă (50,83%)
     Ucraineană (49,17%)
Conform recensământului din 2001, majoritatea populației localității Pîharivka era vorbitoare de rusă (50,83%), existând în minoritate și vorbitori de ucraineană (49,17%).